# 甘藏春
甘藏春（1958年11月—），男，汉族，湖北蕲春人，中华人民共和国政治人物，曾任国务院法制办党组成员、副主任，司法部党组成员。
2018年10月25日，中华全国总工会第十七届执行委员会召开第一次全体会议，选举全总十七届执委会主席、副主席和主席团委员，他当选为全总主席团委员。